# The Purgation
The Purgation é um filme mudo norte-americano de 1910 em curta-metragem, do gênero drama, dirigido por D. W. Griffith, produzido e distribuído por Biograph Company.